# دیسکاوری گرین
دیسکاوری گرین (به انگلیسی: Discovery Green) یک پارک عمومی شهری به مساحت ۱۱٫۷۸ جریب (۴۷٬۷۰۰ متر مربع) در مرکز شهر هیوستون، تگزاس است. این پارک از سمت غرب به خیابان لا برنچ، از شمال به خیابان مک‌کینی، از شرق به خیابان اونیدا د لاس امریکاس و از جنوب به خیابان لامار محدود می‌شود. دیسکاوری گرین در مجاورت مرکز کنوانسیون جرج براون و منطقه‌ی تفریحی اَوِنیدا هیوستون (خیابان هیوستون) قرار دارد. از امکانات این پارک می‌توان به دریاچه، سکوها و فضاهایی برای اجراهای عمومی، دو فضای ویژه برای سگ‌ها، یک زمین بازی، و چندین محوطه‌ی چمن‌زار برای فعالیت‌های تفریحی اشاره کرد.
در اوایل دهه‌ی ۲۰۰۰، مشارکتی عمومی–خصوصی میان شهر هیوستون و شماری از بنیادهای خیریه‌ی محلی از جمله بنیاد کیندر شکل گرفت تا فضای سبز عمومی تازه‌ای در مرکز شهر ایجاد شود. این مشارکت، بودجه‌ی خرید مجموعه‌ای از پارکینگ‌های سطحی در شرق مرکز شهر را تأمین کرد. پس از اتمام خرید زمین‌ها در ۲۰۰۴، بنیاد «حفاظت از محیط زیست دیسکاوری گرین» و شهرداری هیوستون به‌طور مشترک مبلغ ۱۲۵ میلیون دلار برای ساخت پارک گردآوری کردند. طراحی این پارک، که در ۲۰۰۵ آغاز شد، توسط شرکت معماری منظر همکاران هارگریوز انجام گرفت. دیسکاوری گرین در ۱۳ آوریل ۲۰۰۸ به‌طور رسمی افتتاح شد؛ در دو ماه نخست فعالیت، حدود ۲۵۰٬۰۰۰ نفر از این پارک بازدید کردند.

## تاریخچه
در ۲۰۰۲، شهرداری هیوستون بخشی از زمین واقع در مقابل مرکز کنوانسیون جرج براون را خریداری کرد. زمانی که باقی‌مانده‌ی این زمین برای فروش گذاشته شد، گروهی از خیرین به رهبری مکوندا براون اوکانر از بنیاد «براون» و نانسی جی. کیندر از «بنیاد کیندر»، نزد شهردار وقت، بیل وایت، رفتند و پیشنهاد تبدیل این فضا به یک پارک شهری را مطرح کردند. شهردار با این طرح موافقت و از آن حمایت کرد؛ در نتیجه، یک مشارکت عمومی–خصوصی برای اجرای پروژه‌ای به ارزش ۱۲۵ میلیون دلار شکل گرفت. چندین بنیاد خیریه‌ی دیگر نیز به این تلاش پیوستند، از جمله بنیاد وورثام و نهاد خیریه‌ی موقوفه هیوستون.
شهرداری هیوستون در ۲۰۰۴ باقی‌مانده‌ی زمین را نیز خریداری کرد و چارچوب ساخت و اداره‌ی پارک را تدوین کرد. در همین سال، سازمانی جدید به نام «حفاظت از محیط زیست دیسکاوری گرین» به‌منظور مدیریت پروژه تأسیس شد.
زمانی که شورای شهر هیوستون قراردادهای تأمین بخشی از بودجه و پشتیبانی از پارک را تصویب کرد، شرط کرد که «عموم مردم» باید در طراحی و توسعه‌ی پارک مشارکت داشته باشند. به همین منظور و با هدایت مؤسسه‌ی «پروژه‌ای برای فضاهای عمومی» (به انگلیسی: Project for Public Spaces)، بنیاد دیسکاوری گرین نشست‌های عمومی گسترده و گروه‌های متمرکز کوچک‌تری برگزار کرد تا دیدگاه‌های مردم را گردآوری کند. این بازخوردها، مبنای برنامه‌ریزی‌های فرهنگی و کارکردی پارک شدند.
شرکت معماری منظر همکاران هارگریوز، با دفتر مرکزی در سان‌فرانسیسکو و شهرت بین‌المللی، مسئولیت طراحی محوطه را برعهده داشت. طراحی معماری پارک نیز بر عهده‌ی شرکت پِیج بود و لری اسپک به‌عنوان معمار ارشد این تیم فعالیت داشت. شرکت همکاران لورِن گریفیت خدمات طراحی منظر و باغبانی را ارائه داد. دو هنرمند به نام‌های مارگو ساویر و داگ هالیس نیز اعضای کلیدی تیم طراحی بودند و سه اثر هنری برای پارک خلق کردند. تیمی گسترده از مهندسان و متخصصان محلی و بین‌المللی نیز از تیم طراحی اصلی پشتیبانی کردند. شرکت ال‌مور پابلیک ریلیشنز نیز برای امور بازاریابی و روابط عمومی استخدام شد.
از زمان افتتاح پارک در ۲۰۰۸، توسعه‌ی پیرامون آن به‌طور چشمگیری ادامه یافته است. برآورد می‌شود که حدود ۱ میلیارد دلار پروژه‌ی ساختمانی شامل ساختمان‌های اداری، هتل‌ها و مجتمع‌های مسکونی در اطراف پارک احداث شده‌اند.
در ۲۰۰۹، برج مسکونی وان پارک پلیس با ۳۴۶ واحد لوکس افتتاح شد. در ۲۰۱۱، برج هِس، یک ساختمان اداری ۲۹ طبقه ساخته شد. در ۲۰۱۶، هتل کنوانسیون ماریوت مارکیز در شمال پارک احداث شد؛ هتلی با بیش از هزار اتاق.
این پارک در اکتبر ۲۰۰۹ موفق به دریافت گواهی‌نامه‌ی محیط‌زیستی LEED شد.
بنیاد کیندر، ده میلیون دلار از بودجه‌ی ۱۲۵ میلیون دلاری پروژه را تأمین کرد.
در ۲۰۲۰، شعبه‌ی جدید رستوران تکس مکس در منطقه‌ی کیتی/فولشر افتتاح شد.

## فرایند طراحی
طراحی و نهایی‌سازی پارک توسط شرکت همکاران هارگریوز و تیمی از معماران، مهندسان و هنرمندان، طی سیزده ماه انجام شد. از جمله چالش‌های مهم در این روند، تراکم محل تقاطع‌های اطراف و طراحی پیچیده‌ی سازگاری پارک سطحی با پارکینگ طبقاتی بود.
پارک در مرکز دو محور متقاطع قرار دارد که در تضادی بصری با یکدیگر جای گرفته‌اند.
در امتداد میدان تعداد زیادی درخت چنار مکزیکی کاشته شده‌ و کف‌پوش آن نیز با طراحی منحصربه‌فردی اجرا شده‌ است.
ماهیت مستقیم این مسیر، امکان برگزاری بازار کشاورزان، نمایشگاه‌های هنری و رژه‌ها را فراهم می‌کند.

## امکانات پارک
پارک دیسکاوری گرین دارای امکانات متعددی برای تفریح، استراحت و فعالیت‌های اجتماعی است که از جمله می‌توان به موارد زیر اشاره کرد:

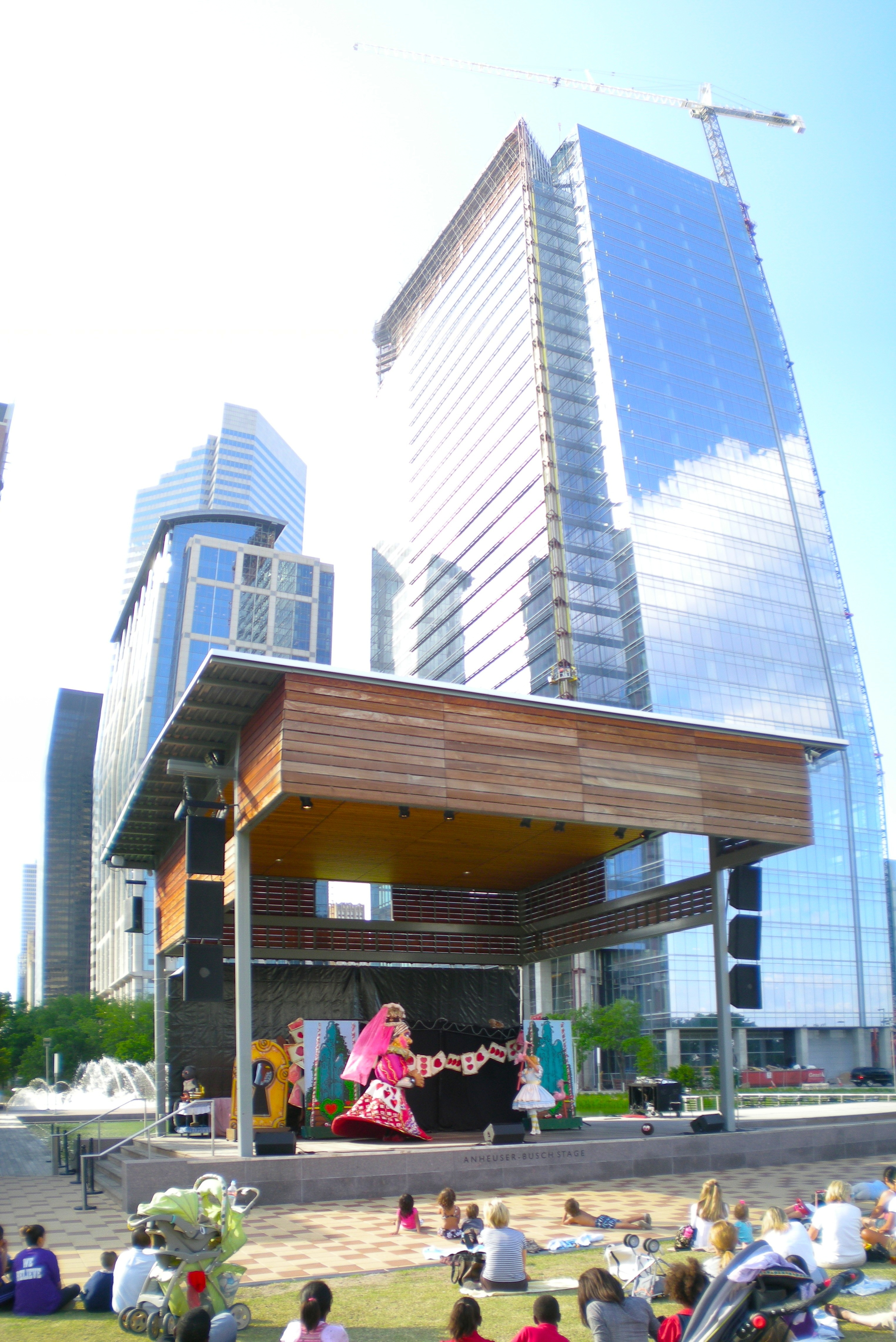
صحنه‌ی انهایزر-بوش، با چشم‌اندازی از برج هِس

- صحنه‌ی انهایزر-بوش: یک سکوی اجرای نمایش و موسیقی
- چمن‌زار جونز: محوطه‌ای چمن‌کاری‌شده به مساحت ۲ جریب (۸٬۱۰۰ متر مربع) برای استراحت با چشم‌اندازی از آسمان‌خراش‌های شهر
- پیاده‌روی بنیاد براون: مسیر پیاده‌روی سایه‌دار با درختان بلوط زنده‌ی ۱۰۰ ساله
- باغ‌های بنیاد وورثم: یک جریب (۴٬۰۰۰ متر مربع) شامل درختان شکوفه‌دار، گیاهان زینتی، آب‌نماها و آثار هنری
- دریاچه‌ی کیندر: دریاچه‌ای به مساحت یک جریب با گیاهان بومی مناطق تالابی
- فواره‌ی گیت‌وی: فواره‌ای با نمایی از جریان آب بر سطح شیب‌دار سنگ گرانیت
- باغ‌های طبیعی: مجموعه‌ای از باغ‌های مرتفع و پست با پوشش گیاهی متنوع در سراسر طول پارک
- تپه‌های چمنی: تپه‌های چمن‌کاری‌شده با طراحی خاص که دید خوبی به مرکز شهر هیوستون دارند
- مسیر دو و پیاده‌روی بنیاد مک‌نیر: مسیرهای پیاده‌روی سایه‌دار که به دریاچه و محوطه‌ی بازی کودکان منتهی می‌شوند
- باغ مکوندا: فضایی برای بازی بوچی در زمین‌های بنیاد کاروث
- زمین بازی جان پی. مک‌گاورن: زمین بازی کودکان که در سال ۲۰۲۱ بازسازی شده است[۱۰]
- زمین پاتینگ هاگستت: فضایی برای تمرین پات گلف
- دو محوطه‌ی ویژه برای سگ‌ها: یکی برای سگ‌های بزرگ و دیگری برای سگ‌های کوچک، به همراه فضای نشیمن برای صاحبان آن‌ها
- پارکینگ طبقاتی با ظرفیت حدود ۶۳۰ خودرو
- رستوران‌ها: گروه رستوران‌سازی شیلر دل گرانده که خالق کافه آنی نیز هست، دو رستوران در محوطه‌ی پارک اداره می‌کند؛ گروو با فضای رستوران شاخص برای ناهار و شام، و لیک هاوس با منویی غیررسمی و ساده

در برخی مناسبت‌ها، در پارک دیسکاوری گرین پیست اسکیت روی یخ نیز برپا می‌شود.

## آثار هنری عمومی
پارک دیسکاوری گرین میزبان چندین اثر برجسته‌ی هنری از هنرمندان ملی و بین‌المللی است:
- یادمان فانتوم: اثری از ژان دوبوفه، هنرمند فرانسوی، که توسط دن دانکن اهدا شده و در اکتبر ۲۰۰۷، پس از مرمت، از اینترپرایز پلازا در مرکز شهر هیوستون به پارک منتقل شد. این مجسمه که بین سال‌های ۱۹۶۹ تا ۱۹۷۱ خلق شده، حدود ۱ میلیون دلار ارزش دارد.
- هم‌زمانی رنگ‌ها: هنر چیدمان مارگو ساویر، هنرمند شناخته‌شده‌ی ملی، در دو خروجی پارکینگ طبقاتی، با نقاطی در اطراف رستوران گروو و لیک هاوس قرار دارد. این اثر از ۱۵۱ پنل و ۱٬۵۰۰ جعبه‌ی آلومینیومی در ۶۵ رنگ تشکیل شده است. رنگ‌های به‌کاررفته در این جعبه‌ها مشابه رنگ‌هایی هستند که در سکوهای نفتی زیر آب استفاده می‌شوند.
- ظروف شنیداری: اثر داگ هالیس، اهدایی از مکوندا براون اوکانر، که در میان باغ‌های شهری پارک قرار دارد. این اثر شامل دو منحنیِ سهمی از سنگ آهک سخت است که با فاصله‌ی ۱۸ متری از یکدیگر نصب شده‌اند. طراحی این اثر به گونه‌ای است که افراد می‌توانند از فاصله‌ای دور، مکالمه‌ی یکدیگر را با صدای معمولی بشنوند و هدف آن جلب توجه به تجربه‌های ساده‌ی روزمره مانند گفت‌وگو است.
- درخت مه: اثری دیگر از داگ هالیس، که توسط فایز سرافیم اهدا شده و در کنار زمین بازی نصب شده است. این سازه‌ی فولادی به ارتفاع ۴٫۶ متر و عرض ۶٫۷ متر، به گونه‌ای طراحی شده که با پاشیدن آب و ایجاد مه، بازدیدکنندگان را به سمت خود جذب کرده و تجربه‌ای شاداب‌کننده برای کودکان و بزرگسالان فراهم می‌کند.

## برنامه‌ها و استفاده‌های عمومی
پارک دیسکاوری گرین در طول سال میزبان مجموعه‌ای متنوع از برنامه‌های فرهنگی، هنری و تفریحی است. همه‌ی رویدادها (مگر در موارد خاص) رایگان و برای عموم آزاد هستند.
- سری هنری پارک شامل نمایش هنرهای نمایشی، ادبی و تجسمی از هنرمندان هیوستون است.
- سری سرگرمی شامل نمایش فیلم، مسابقات بازی‌های ویدیویی و کنسرت‌هایی با موسیقی‌های محلی از سواحل خلیج مکزیک و تگزاس مرکزی است.
- سری سبک زندگی سالم شامل بازار شهری هفتگی و کلاس‌های ورزشی مانند پیلاتس، یوگا، پارکور، زومبا و کلاس ورزشی Hip2BFit ویژه کودکان است.
- سری خانواده و کودکان شامل کارگاه‌های تعاملی و فعالیت‌هایی است که برای کودکان و والدین‌شان طراحی شده‌اند.

در روزهای آخر هفته، خانواده‌ها می‌توانند از پارک بازدید کرده، سگ‌های خود را در یکی از دو محوطه‌ی مخصوص سگ‌ها قرار دهند، کودکان خود را در زمین بازی سرگرم کنند و زباله‌های قابل بازیافت مانند روزنامه و قوطی‌ها را در سطل‌های بازیافت بیندازند.
همچنین، پارک میزبان رویدادهای فصلی بزرگی بوده است که شامل فعالیت‌های محیط‌زیستی، سرگرمی‌های کودک‌پسند و جمع‌آوری کمک‌های خیریه می‌شود.

## نگارخانه

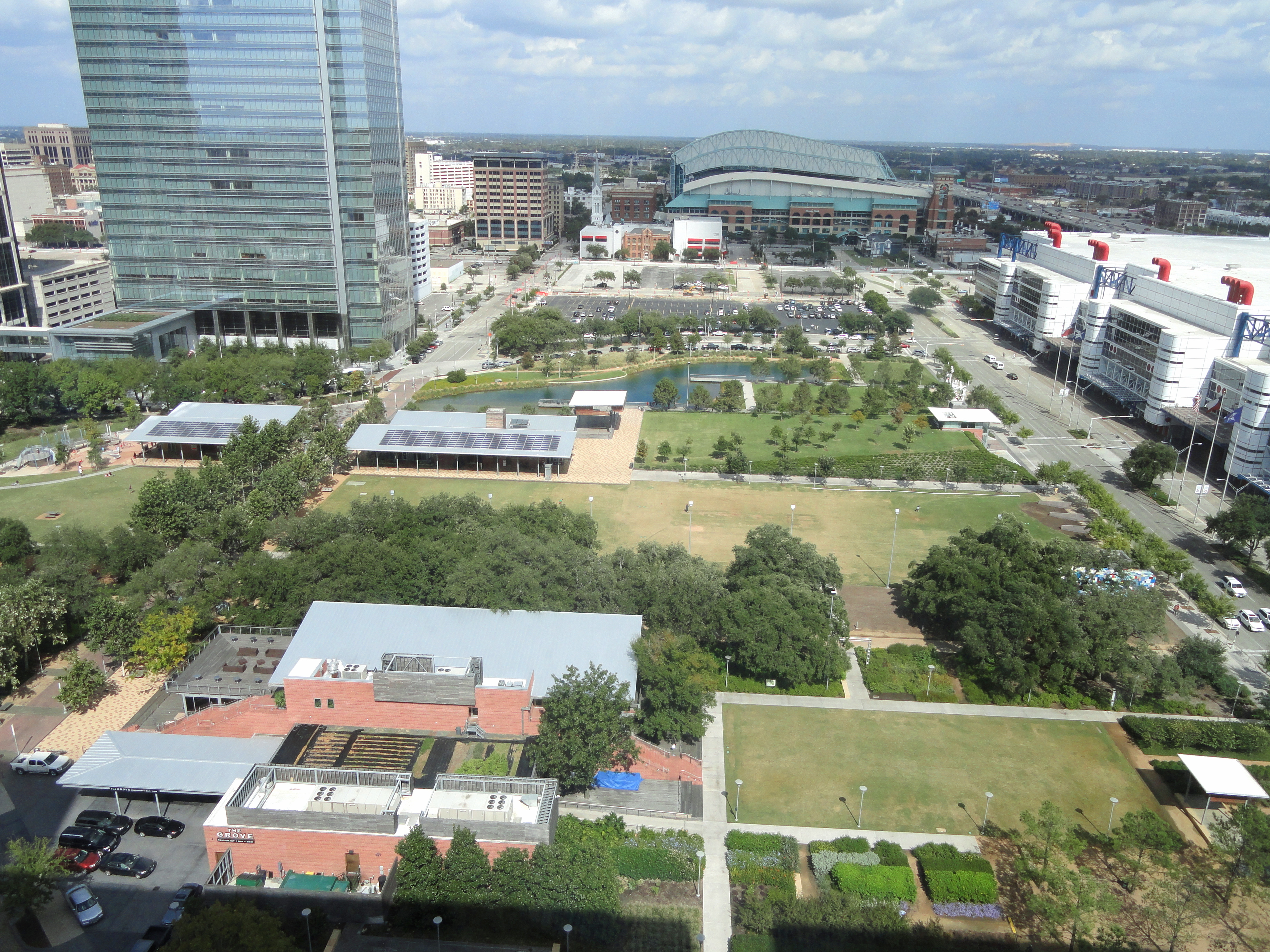
نمایی از پارک دیسکاوری گرین
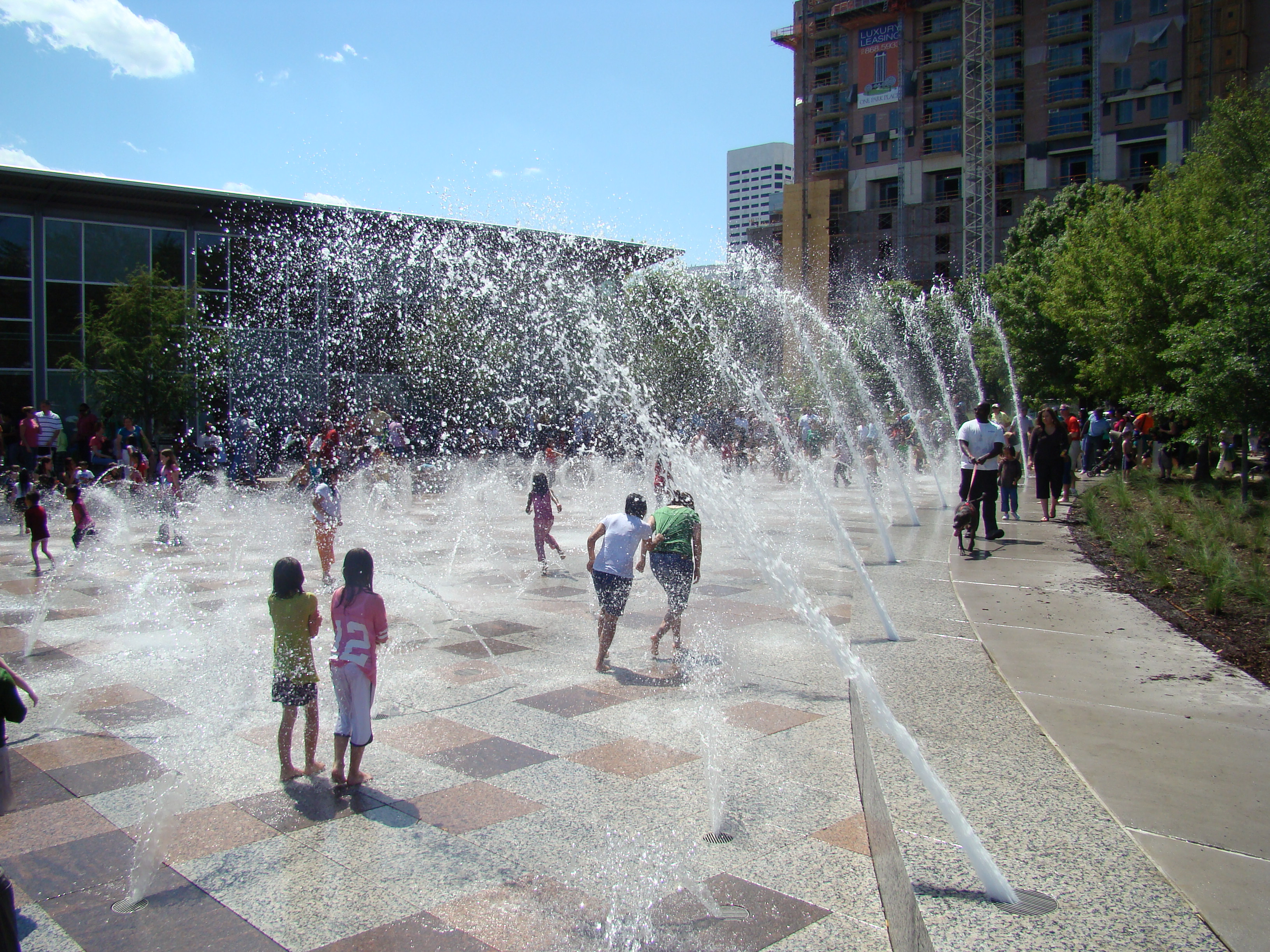
فواره‌ی گیت‌وی
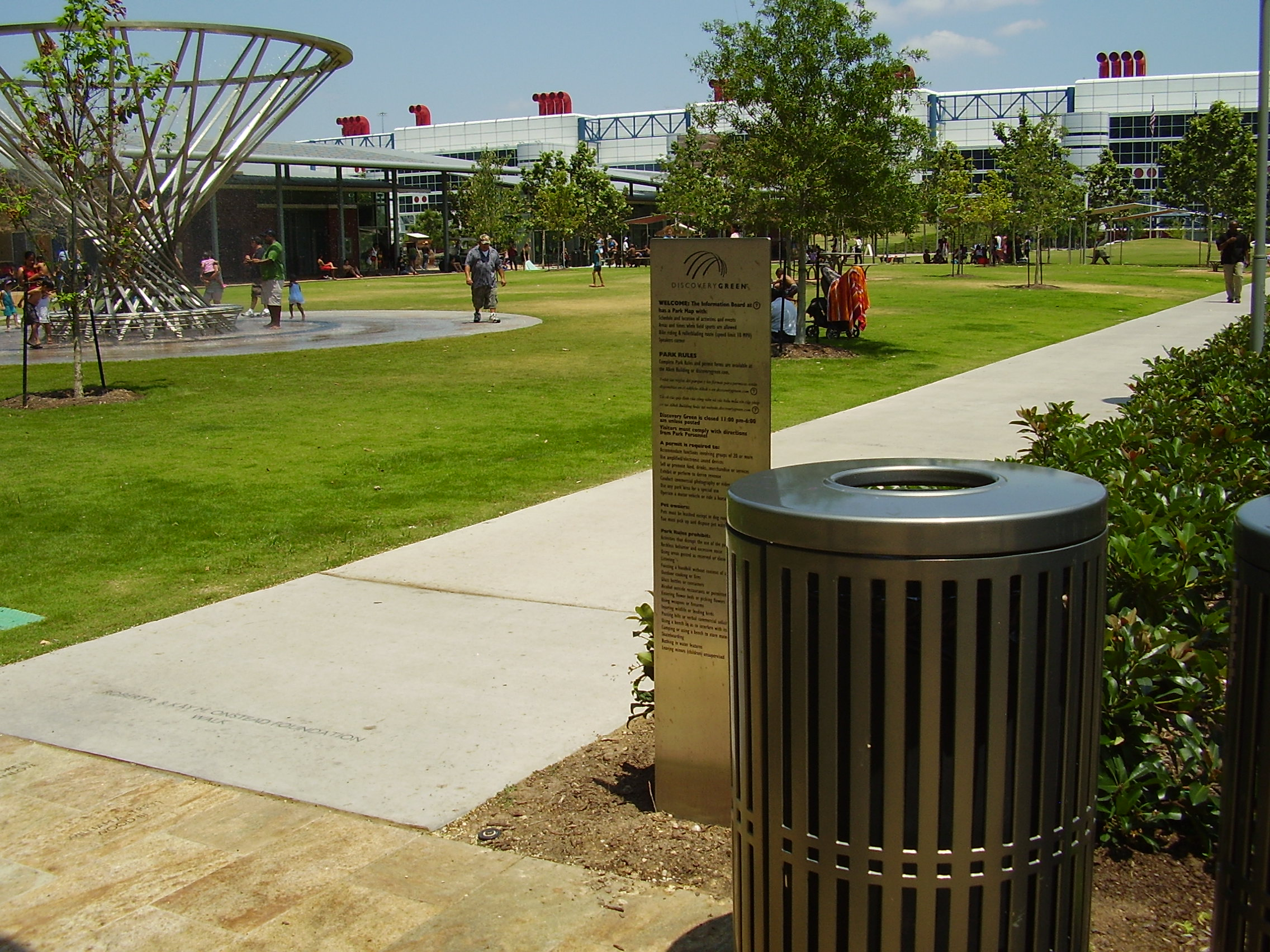
ورودی گردشگاه بنیاد براون
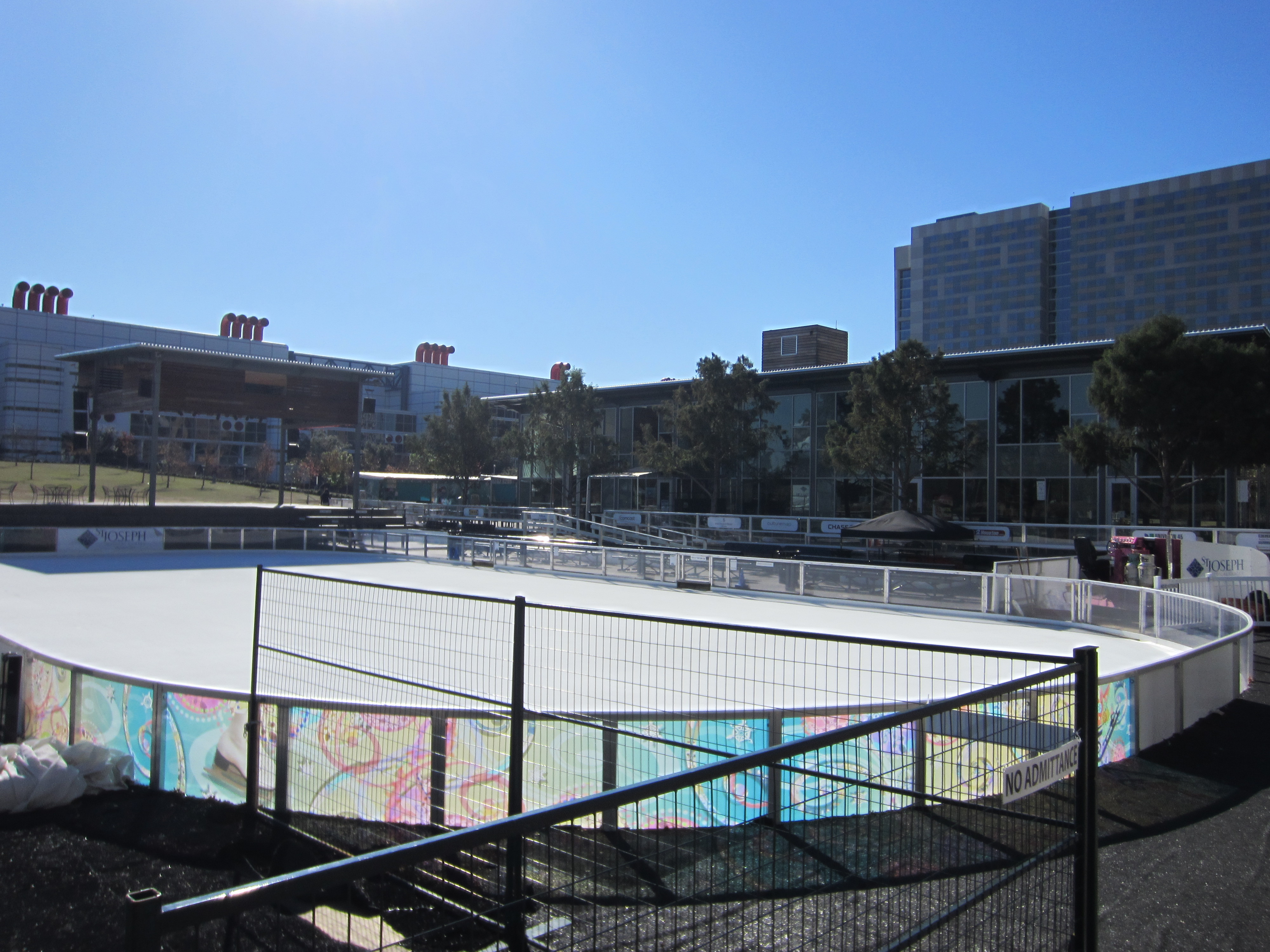
پیست اسکیت روی یخ
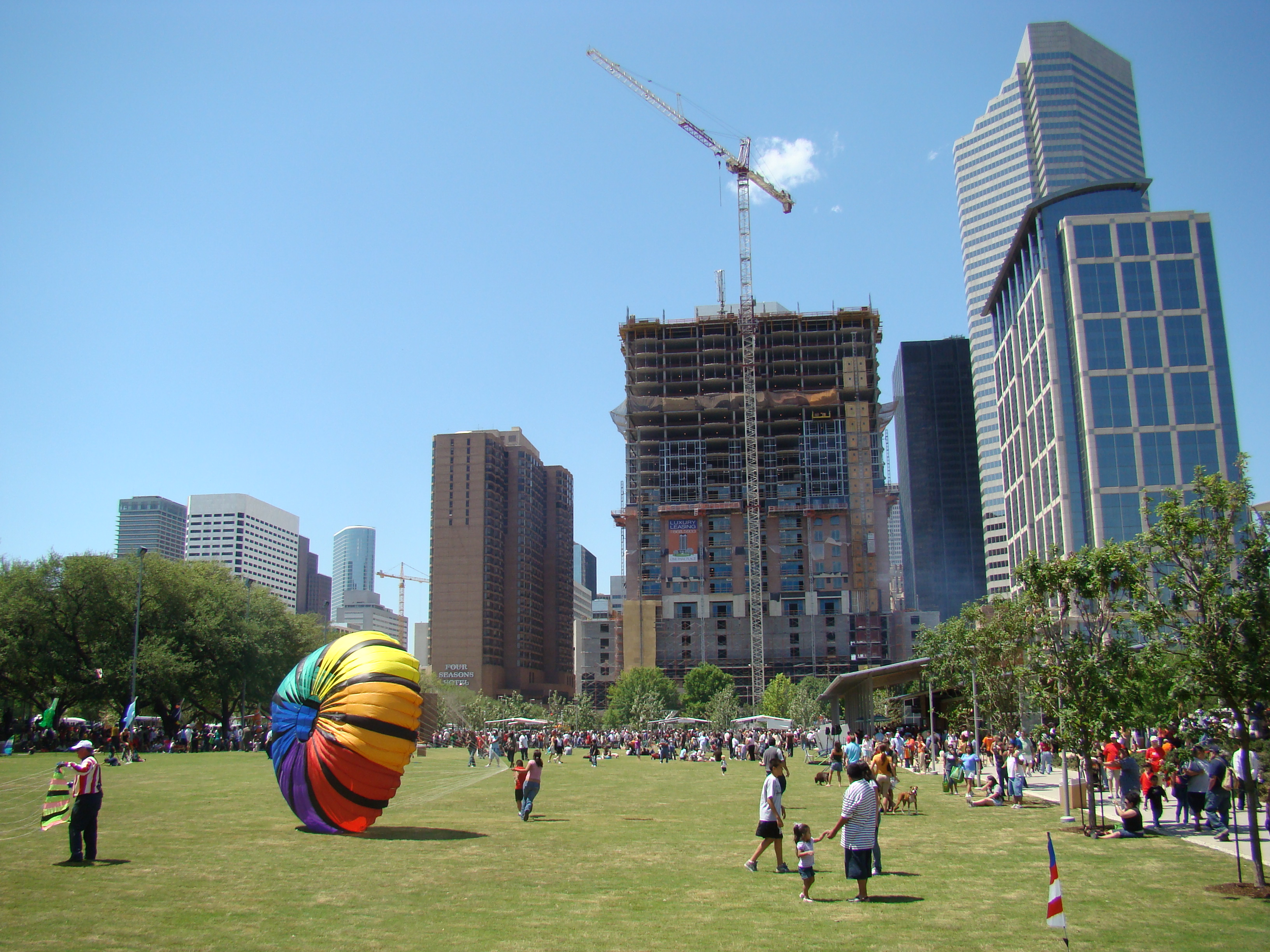
چمن‌زار جونز
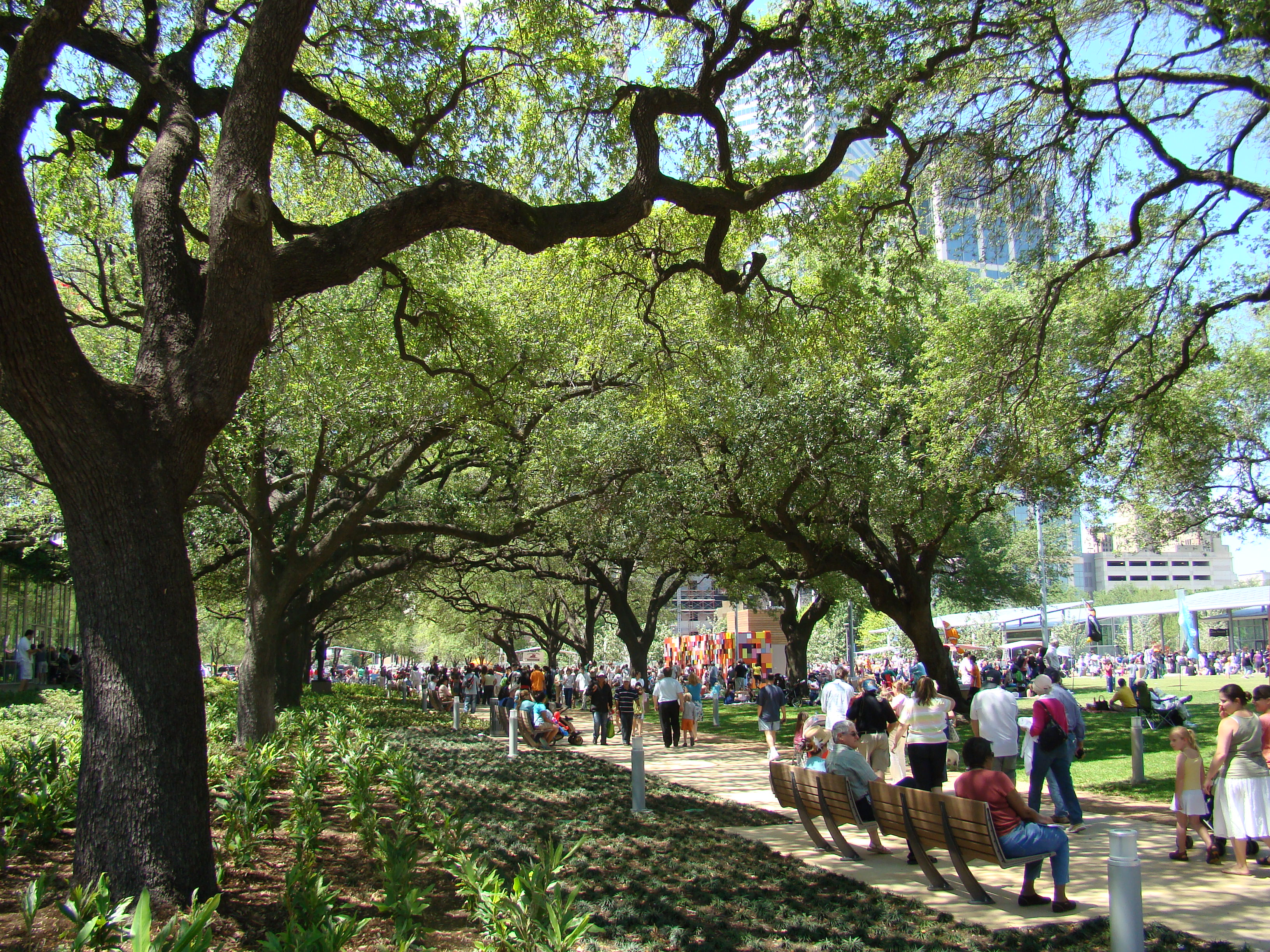
مسیر پیاده‌روی بنیاد براون
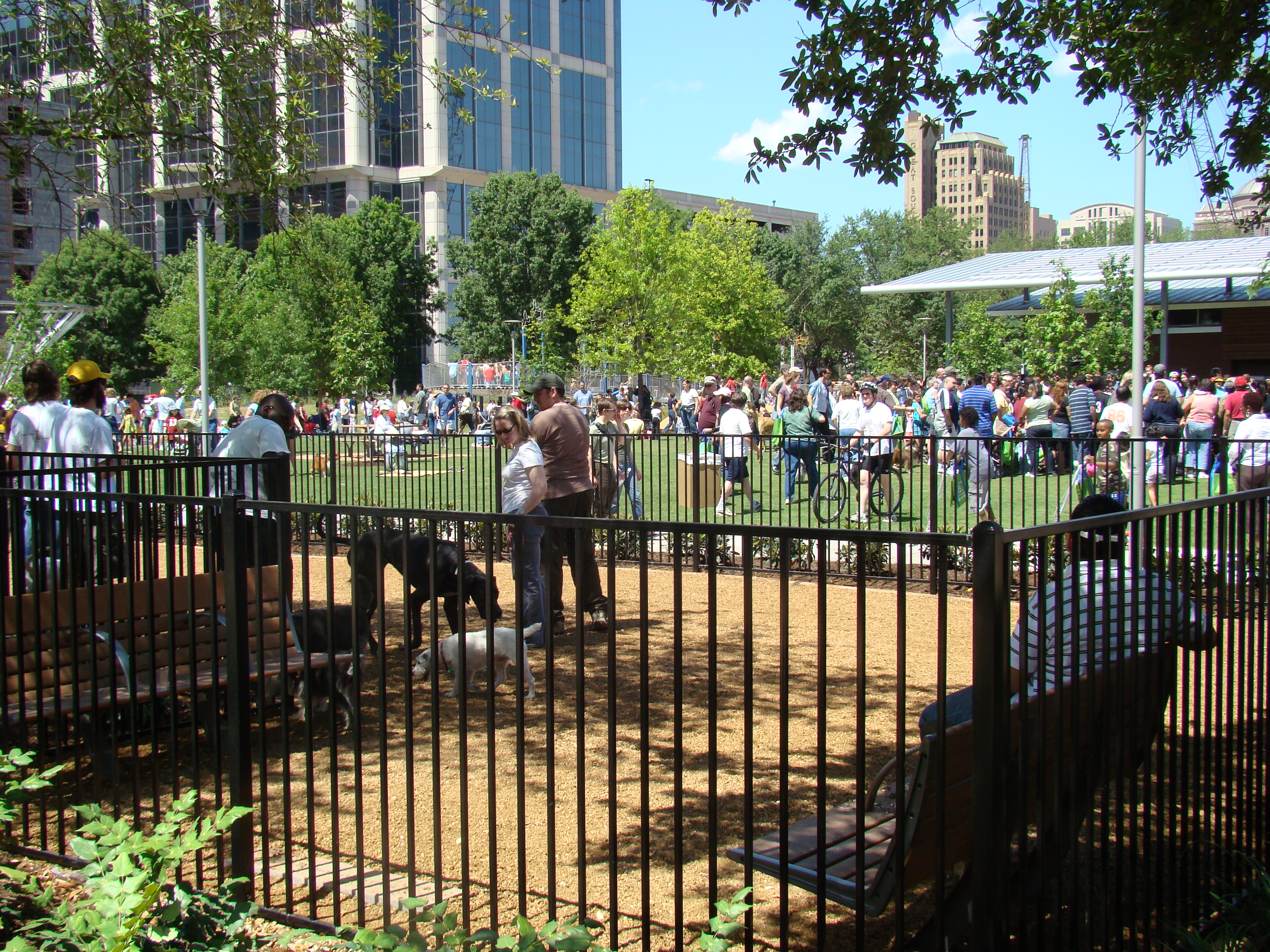
محوطه‌ای برای سگ‌های بزرگ

## یادکرد
1. ↑  «Discovery Green Park Features - Discovery Green Conservancy». بایگانی‌شده از روی نسخه اصلی در ۲۷ ژوئن ۲۰۰۹. دریافت‌شده در ۲۷ ژوئن ۲۰۰۹.
2. 1 2 3  "Benchmark: Discovery Green" (PDF). ۲۰۱۱.
3. ↑  Mike Snyder (اوت ۱۷, ۲۰۰۸). «The Houston Chronicle. Retrieved August 17, 2008». "Discovery Green exceeds hopes by leaps and bounds.
4. ↑  Burka, Paul (2006-07-03). "Great White Hope". Texas Monthly (به انگلیسی). Retrieved 2025-05-02.
5. ↑  «History». Discovery Green (به انگلیسی). دریافت‌شده در ۲۰۲۵-۰۵-۰۲.
6. ↑  «Houston Business Journal». اکتبر ۱۳, ۲۰۰۹. دریافت‌شده در ۲۰۲۵-۰۵-۰۲.
7. ↑  September 4، Greg Morago؛ September 8، 2020Updated:؛ 2020؛ Am، 10:21. «Molina's Cantina opens new Tex-Mex restaurant in Houston suburbs». Preview | Houston Arts & Entertainment Guide (به انگلیسی). دریافت‌شده در ۲۰۲۵-۰۵-۰۲.
8. ↑  «Discovery Green / Hargreaves Jones». ArchDaily (به انگلیسی). ۲۰۱۱-۰۷-۰۲. دریافت‌شده در ۲۰۲۵-۰۵-۰۲.
9. ↑  «Discovery Green / Hargreaves Jones». ArchDaily (به انگلیسی). ۲۰۱۱-۰۷-۰۲. دریافت‌شده در ۲۰۲۵-۰۵-۰۲.
10. ↑  March 22، Joey Guerra؛ March 23، 2021Updated:؛ 2021؛ Am، 11:39. «Discovery Green unveils $ 2.3 million renovated playground area». Preview | Houston Arts & Entertainment Guide (به انگلیسی). دریافت‌شده در ۲۰۲۵-۰۵-۰۲.
11. ↑  «"CREATING COLD FUN Business icy, not dicey Local ice rink company known worldwide». ۲۰۱۰.
12. ↑  «Pop-up Pixar mini-golf course now open in Discovery Green». khou.com (به انگلیسی). ۲۰۲۱-۱۲-۱۷. دریافت‌شده در ۲۰۲۵-۰۵-۰۲.